# Stefan Schubert (Filmproduzent)
Stefan Schubert (* 1955 in Mannheim) ist ein deutscher Filmproduzent.

## Leben
Schubert schloss sein Psychologie-Studium in Hamburg 1982 mit Diplom ab. 1984 hatte er seine erste Arbeit bei einer Kinofilm-Produktion, zwei Jahre später folgte die erste Produktionsleitung bei dem Regiedebüt seines späteren Firmenpartners Ralph Schwingel. Seitdem hat Stefan Schubert circa 40 nationale und internationale Spiel- und Dokumentarfilme als Produzent, Berater, Herstellungsleiter und Line-Producer betreut, davon über 30 mit der Wüste Filmproduktion.
Stefan Schubert ist seit 2001 Mitglied des Vorstandes der Arbeitsgemeinschaft Neue deutsche Spielfilmproduzenten e. V. Seit März 2008 gehört er dem Gesamtvorstand der Allianz Deutscher Produzenten – Film und Fernsehen an.
Weitere Informationen zur Karriere von Stefan Schubert unter Wüste Filmproduktion

## Filmografie (Auswahl)
Executive Producer
- 1992: Schattenboxer
- 1995: Die Eroberung der Mitte
- 1995: Bunte Hunde

Producer
- 1996: Getürkt (Kurzfilm)
- 1997: Back in Trouble
- 1998: Kurz und schmerzlos
- 2000: Im Juli
- 2001: Ein göttlicher Job
- 2001: Anam
- 2002: Solino
- 2003: Northern Star
- 2004: Gegen die Wand
- 2004: Kebab Connection
- 2005: Eine andere Liga
- 2006: FC Venus – Angriff ist die beste Verteidigung
- 2006: Emmas Glück
- 2007: Die Anruferin
- 2007: Underdogs
- 2008: Mein Freund aus Faro
- 2009: 12 Meter ohne Kopf
- 2009: Es kommt der Tag
- 2009: Die Tür
- 2009: Tannöd
- 2010: Renn, wenn du kannst
- 2010: Schenk mir dein Herz
- 2011: Ein Tick anders
- 2011: Arschkalt
- 2012: Du hast es versprochen
- 2012: Jeder Tag zählt
- 2013: Adieu Paris
- 2013: Einmal Hans mit scharfer Soße
- 2014: Wacken 3D (Dokumentarfilm)
- 2015: Marry Me!

Co-Producer
- 2008: Tage des Zorns
- 2012: Töte mich
- 2013: Traumland
- 2013: Lovely Louise
- 2022: Alma und Oskar

## Auszeichnungen
- 2004: Produzentenpreis der Cologne Conference
- 2004: Sonderpreis der Otto-Sprenger-Stiftung